# 청도 도솔사 소장 묘법연화경
청도 도솔사 소장 묘법연화경(淸道 兜率寺 所藏 妙法蓮華經)은 대한민국 경상북도 청도군 이서면,도솔사에 있는 묘법연화경이다. 2018년 2월 22일 경상북도의 유형문화재 제519호로 지정되었다.

## 지정 사유
묘법연화경은 우리나라 불교사상의 확립에 가장 크게 영향을 끼친 불교경전으로서 여러 차례 간행되었다. 문화재로 지정 신청된 책은 조선 태종 때 성달생(成達生), 성개(成槪) 형제의 필사본을 등재본으로 하여 전라도 운제현의 도솔산 안심사에서 판각한 목판본의 복각(復刻) 후쇄본이다. 전체 7권 7책 가운데 권3∼7의 영본(零本) 2책으로 임진왜란 이전에 간행되었고 상태는 비교적 양호하다. 특징적인 것은 4곳이 공판(空板)으로 처리되어 있으나, 내용은 다음 판으로 연결되어 있다. 권말에는 권근(權近)의 발문이 있고 이어 시주자의 명단이 있으며 권3의 앞부분에는 변상도(變相圖) 3장이 있다.
조선 전기에 판각된 이 판본은 현존하는 것이 적어 비교적 희귀한 편이며, 보존상태 또한 양호하다.

## 참고 문헌
- 청도 도솔사 소장 묘법연화경 - 국가유산청 국가유산포털